# Weltmeisterschaften im Modernen Fünfkampf 1977
Die Weltmeisterschaften im Modernen Fünfkampf 1977 fanden in San Antonio in den Vereinigten Staaten statt. Erstmals schaffte es jetzt auch Polen in die Medaillenränge und trat somit in den Zweikampf zwischen der Sowjetunion und Ungarn ein.

## Herren

### Einzel
| Platz | Land        | Sportler             |
| ----- | ----------- | -------------------- |
| 1     | Polen       | Janusz Pyciak-Peciak |
| 2     | Sowjetunion | Pawel Lednjow        |
| 3     | Polen       | Slawomir Rotkiewicz  |

### Mannschaft
| Platz | Land        | Sportler                                                 |
| ----- | ----------- | -------------------------------------------------------- |
| 1     | Polen       | Janusz Pyciak-Peciak Slawomir Rotkiewicz Zbigniew Pacelt |
| 2     | Sowjetunion | Sergej Rjabikin Pawel Lednjow Alexander Tarew            |
| 3     | Ungarn      | Pál Bakó László Horváth Tibor Maracskó                   |

## Medaillenspiegel
| Platz | Land        | Goldmedaille | Silbermedaille | Bronzemedaille |
| 1     | Polen       | 2            | –              | 1              |
| 2     | Sowjetunion | –            | 2              | –              |
| 3     | Ungarn      | –            | –              | 1              |